# Passageraren
Passageraren är en norsk-svensk thrillerfilm från 1996 i regi av Michael Druker.

## Handling
En kvinna stjäl en taxi när chauffören hjälper en kvinna in i ett hus. När hon stannar vid en korvkiosk blir taxin kapad av en beväpnad man.

## Om filmen
Filmen hade världspremiär den 8 mars 1996 och är tillåten från 11 år. Den släpptes på video i oktober 1996.

## Rollista
- Amanda Ooms - taxichauffören
- Peter Andersson - passageraren
- Mathias Eckhof - motorcyklisten
- Elsie Höök - korvförsäljaren
- Lars Hansson - servitören
- Göran Boberg - bensinstationsföreståndaren
- Carina Johansson - kvinnan i cafeterian
- Mats Huddén - mannen i cafeterian
- Johan Hald - rånare
- Musse Hasselvall - rånare
- Carl Oscar Törnros - rånare
- John Erik Leth - polis
- Jan Nyman - polis
- Kjell Tovle - civilklädd polis